# Варалло-Помбия
Варалло-Помбия (итал. Varallo Pombia) — коммуна в Италии, располагается в регионе Пьемонт, в провинции Новара.
Население составляет 4866 человек (2008 г.), плотность населения составляет 374 чел./км². Занимает площадь 13 км². Почтовый индекс — 28040. Телефонный код — 0321.
Покровителями коммуны почитаются святые Викентий Сарагосский и Анастасий Персиянин, в честь которых освящён местный храм, празднование в первый вторник после Пасхи.

## Демография
Динамика населения:

## Города-побратимы
- Тьонвиль, Франция
- Аччано, Италия

## Администрация коммуны
- Официальный сайт: http://www.comune.varallopombia.no.it/